# Carlo Mamo
Carlo Mamo (* 23. April 1979 in Tarxien) ist ein ehemaliger maltesischer Fußballspieler.
Mamo begann das Fußballspielen beim örtlichen Verein Tarxien Rainbows. Dort gelang ihm der Sprung in die 1. Mannschaft und absolvierte bei seinem Debüt 14 Saisonspiele. Im Sommer 1999 wurde er vom FC Birkirkara verpflichtet. Ein Jahr später schloss er sich den Sliema Wanderers an, mit denen er zweimal die maltesische Meisterschaft gewinnen konnte. Im Sommer 2004 wechselte er zum FC Marsaxlokk, dem bis Ende 2011 treu blieb. Anschließend kehrte er zu den Rainbows zurück, ehe er im Jahr 2015 nach einer Spielzeit bei Pembroke Athleta seine Laufbahn beendete. Für die Nationalmannschaft Maltas bestritt er zwischen 2002 und 2011 insgesamt 21 Länderspiele.

## Erfolge
FC Birkirkara
- 1999/2000, 2009/10 Meister Maltese Premier League

Sliema Wanderers
- 2002/03, 2003/04 Meister Maltese Premier League
- 2003/04 Pokalsieger Maltesischer Fußballpokal

FC Marsaxlokk
- 2006/07 Meister Maltese Premier League